# Melody.
melody.(メロディー, 일본어:이시카와 미유키 (영어:Ishikawa Miyuki)) (1982년 2월 24일 ~ )는 일본에서 2003년에 데뷔해 2009년 1월 은퇴한 일본의 가수이다.

## 내력
멜로디(melody., メロディー, 영어: Miyuki Melody Ishikawa/일본어:이시카와 미유키 (영어:Ishikawa Miyuki)), 멜로디는 영어 이름이다. 음악을 사랑하시는 부모님이 지어주신 이름이라고 한다. 더불어 그녀의 동생들도 각각 하모니, 리즈미(Rhythm), 크리스틴이라는 이름을 갖게 되었다. 음악을 사랑하는 집안에서 태어나고 자라 음악적으로 엘리트 교육을 받아왔던 멜로디.는 미국보다는 우선 자신의 모국인 일본에서 성공하고 싶다는 생각을 갖고 2003년 2월 19일 첫 번째 싱글 《Dreamin' Away》로 데뷔했다.
그 뒤 2번째 싱글 《Simple As That / Over The Rainbow》를 발매하고, 2003년 1월 일본 힙합 그룹 엠플로의 러브콜로 우리나라에서도 유명한 곡인「miss you」를 부르고 인지도가 상승하게 된다. 2003년 11월 27일에는 3번째 싱글인 《Crystal Love》를 발매하고, 그 다음 해 2004년 1월에 첫 번째 정규앨범 《Sincerely》를 발매했다.
그 뒤 4번째 싱글 「Believe me」를 각각 일본어 버전과 영어 버전으로 따로 발매했다. 2005년 1월에는 5번째 싱글 《Next To You》를 발매하고, 그 해 8월 6번째 싱글 《realize/Take a chance》를 발매하는데, 인기 드라마 드래곤 사쿠라의 주제곡으로 쓰여 12만 장이라는 호조의 판매고를 올렸다.
이어서 2번째 앨범의 선행싱글이라고 할 수 있는 7번째 싱글 《see you...》를 발매하고, 두 번째 정규 앨범 《Be as One》을 발매한다. 6번째 싱글 Realize의 인기로 인해 Be as One이 10만장을 웃돌것이라고 예상했으나, 판매량은 첫 번째 앨범 Sincerely보다도 낮았다.
2006년 11월 8번째 싱글 《Lovin' U》를 발매, 2007년 2월에는 발렌타인데이 날에 9번째 싱글인 《Finding My Road》를 발매했다. 이 후 소식이 없다가 2007년 5월 30일에 10번째 싱글 슬픈 분위기의 발라드 곡 《Love Story》를 발매했다. 그리고 그 해 7월 3집 앨범 《READY TO GO!》를 발매하고
다음 해 2008년 2월 드라마 다이스키의 주제가로 쓰인 《遥花 ~はるか~》를 발매했다. 그리고 4월 오직 싱글 《遥花 ~はるか~》을 발매한 상태로 4번째 앨범 《Lei Aloha》를 발매했다. 이 앨범에서 단 하나뿐인 싱글 곡 《遥花 ~はるか~》도 Eternal Version으로 새롭게 수록하여 앨범곡 거의 모두가 신곡이었다.
그리고 2008년 10월 22일, 멜로디.는 자신의 또다른 꿈이었다는 패션디자이너를 한다며 가수 은퇴를 선언했다. 이에 많은 엠플로팬들과 멜로디.팬들이 충격받았으며, 첫 번째 베스트앨범이자 가수 멜로디.로서의 마지막 앨범이라고 할 수 있는 《The Best of melody.~Timeline~》을 발매했다.
그리고 2009년 1월 정식으로 가수 은퇴를 하고 2009년 3월 14일 일본의 비주얼 락커 미야비와 결혼했다.
부드러운 미성을 가진 멜로디.의 음악은 그녀의 앨범곡들에서도 잘 나타나있으며, 자신이 직접 작사한 가사 전체가 영어로 되어 있는 곡들도 많다. 동생 크리스틴(이하 KURIS, 크리스)이 언니인 멜로디.의 곡을 몇몇 작곡해주었다. 2007년에는 엠플로의 5번째 정규 앨범 《COSMICOLOR》의 4번째 트랙 〈STUCK IN YOUR LOVE〉에 참여하였으며 2008년 가수 타나카 로마의 싱글 《Boyfriend／Girlfriend》에도 참여하였다. 그리고 라디오 DJ와 모두 영어로만 진행되는 프로그램인 J-MELO에서도 VJ로 활약했다.

## 음반

### 싱글
1. Dreamin' Away
2. Simple As That / Over The Rainbow
3. Crystal Love
4. Believe Me ※ 각각 일본어 버전, 영어 버전을 따로 발매.
5. Next To You
6. realize / Take a Chance ※ 드라마 드래곤 사쿠라(2005) 주제가
7. see you...
8. Lovin' U
9. Finding My Road
10. Love Story
11. 遥花 ~はるか~ ※드라마 다이스키 주제가

### 앨범
1. Sincerely
2. Be as One ※보너스 트랙 miss you Nagareboshi remix 수록
3. READY TO GO!
4. Lei Aloha
5. The Best of melody.~Timeline~ ※베스트 앨범

### DVD
1. melody. FIRST VISUAL ISSUE -CLIPS AND MORE- Sincerely Yours
2. Be as one TOUR 2006 Live & Document

### 피쳐링
1. m-flo loves melody.&Ryohei 〈miss you〉
2. 타나카 로마 feat. melody 〈Boyfriend／Girlfriend〉
3. m-flo loves melody. 〈STUCK IN YOUR LOVE〉

## 영상

### 비디오 게임
1. 니드 포 스피드: 카본에서 'YUMI'(CG) 역할을 했다. <Voice: Kim Mai Guest>